# Place Saint-Pierre
Pour les articles homonymes, voir Place Saint-Pierre (homonymie).
La place Saint-Pierre (Piazza San Pietro en italien) est une grande esplanade, d'architecture baroque, située devant la basilique Saint-Pierre, au Vatican, dont elle constitue en quelque sorte le parvis, présentant sa façade sur son côté ouest. C'est là que se tient la foule lors des grandes fêtes religieuses célébrées par le pape, comme la bénédiction Urbi et orbi.

## Histoire

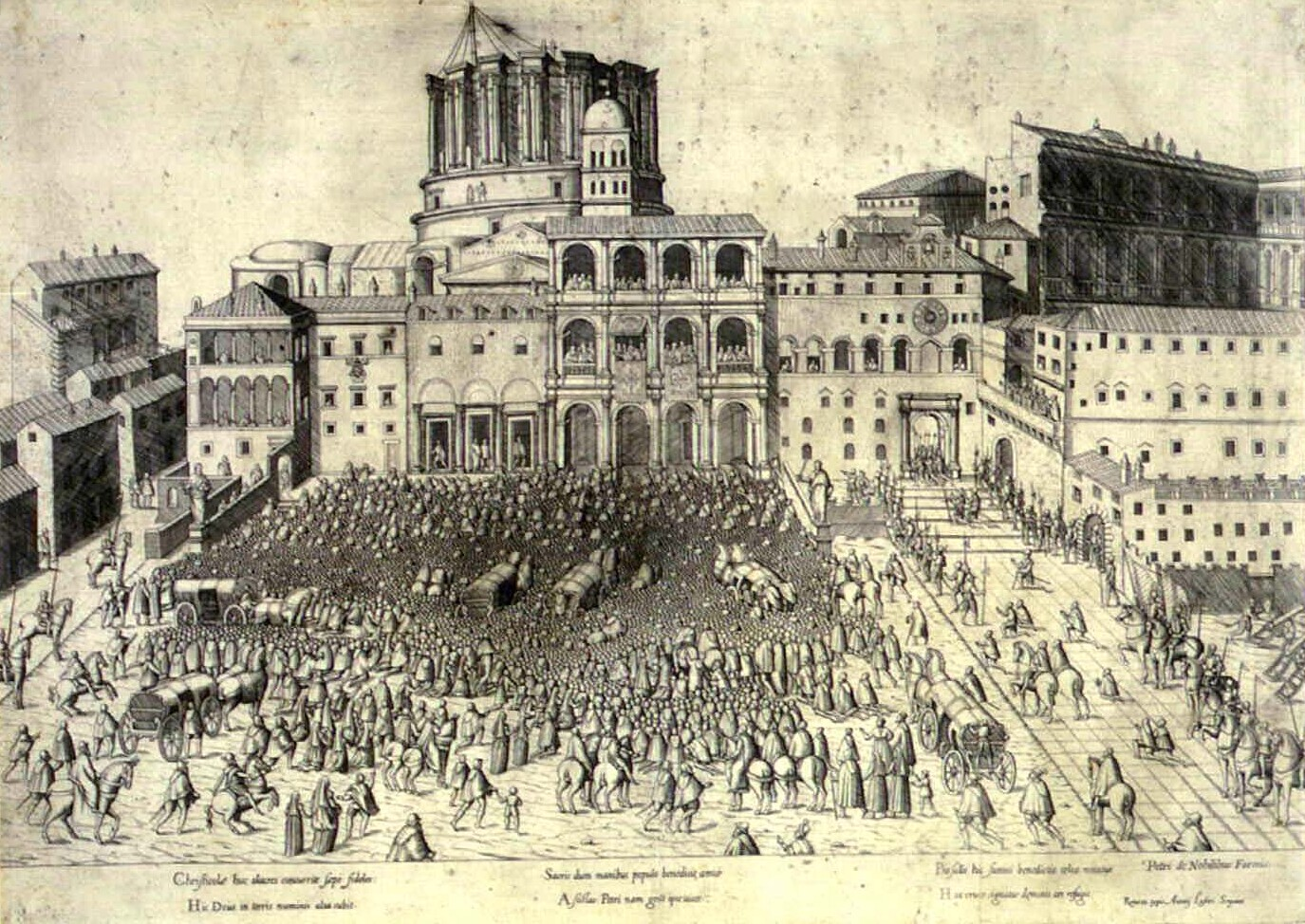
La place vers 1600.

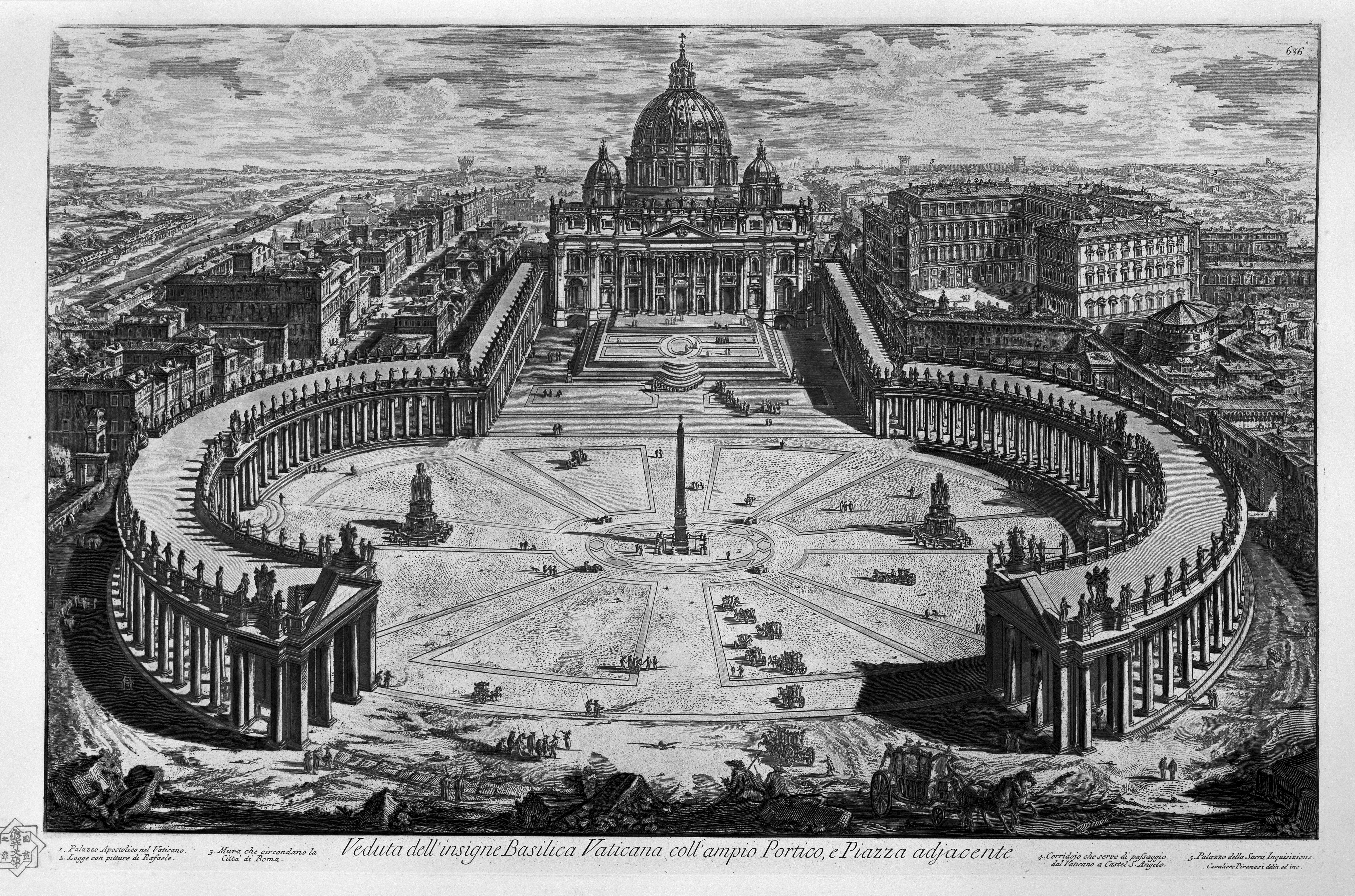
Vue de la place Saint-Pierre par Piranese, 1748.

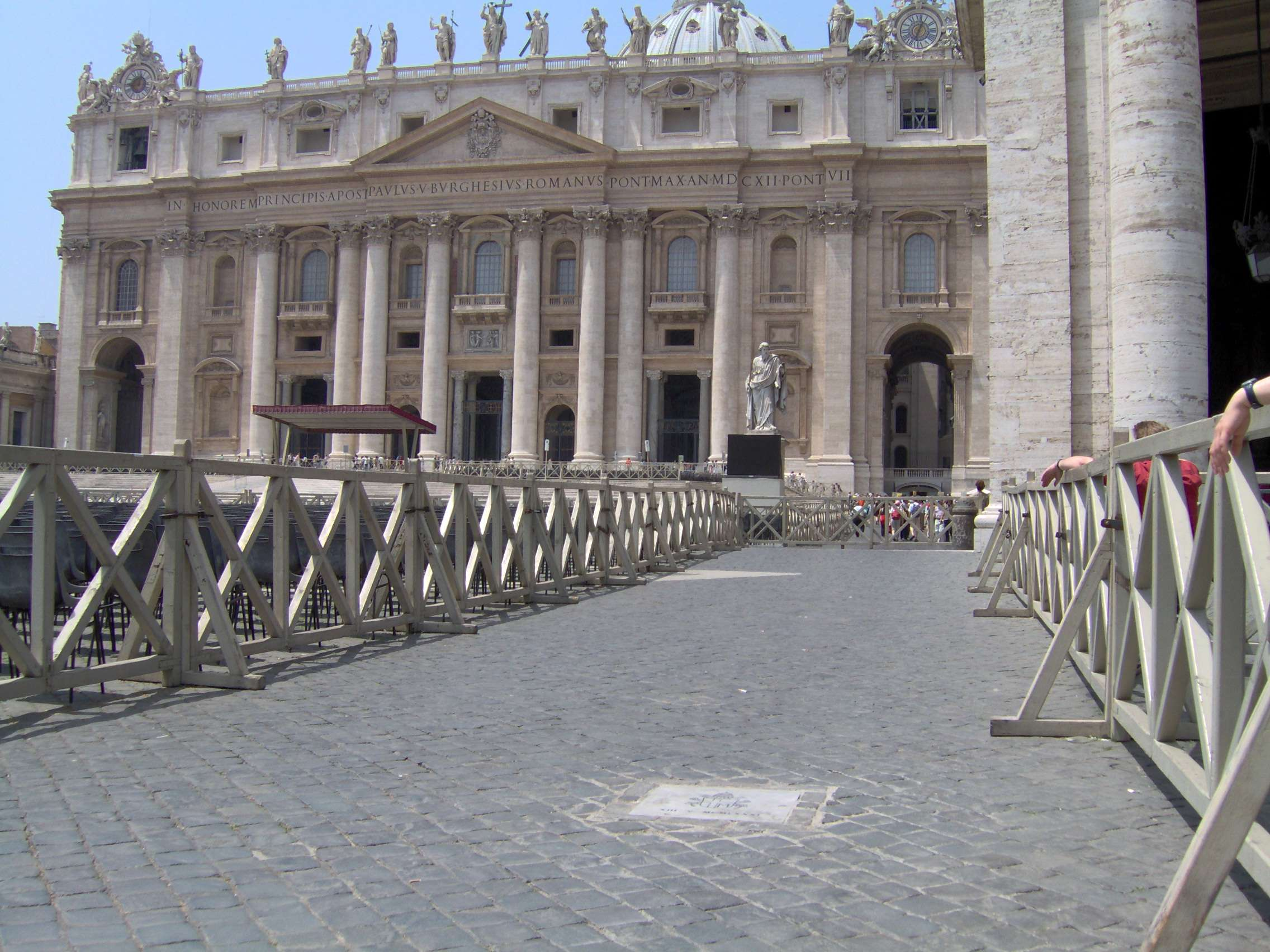
L'endroit où a eu lieu la tentative d'assassinat de Jean-Paul II est indiqué, sur le pavement de la place Saint-Pierre, par une petite plaque blanche. Les barrières en bois sont utilisées pour compartimenter les foules.

Avant la construction de l'actuelle basilique, la partie occidentale de la place était occupée par un vaste péristyle qui donnait accès à l'antique basilique vaticane construite par l'empereur Constantin.
La place actuelle est commandée en 1656 par le pape Alexandre VII au Bernin afin de mettre en valeur l'espace situé devant la basilique. Le pape impose de multiples contraintes à l'architecte : respect des bâtiments existants (notamment, la place ne doit pas masquer les fenêtres des appartements pontificaux où le pape apparaît régulièrement), esplanade immense pour accueillir une foule importante, passage à couvert des processions. Le Bernin, dans l'esprit de l'architecture baroque, trouve une solution urbanistique et symbolique élégante pour créer un effet de surprise en concevant une colonnade qui s'écarte depuis la basilique comme deux bras qui accueillent la foule. Le Bernin explique ce choix en ces termes : « puisque l'église de Saint-Pierre est la mère de toutes les autres, elle devait avoir un portique qui montre précisément de vouloir recevoir à bras ouverts, maternellement, les catholiques ». La signification allégorique, visible dans un de ses dessins, est de figurer les bras d'un corps idéal ayant pour tête la coupole.

L'artiste réalise cet ensemble architectural de 284 colonnes, 88 piliers et 140 statues placées à une hauteur de 19 mètres, en onze années de 1656 à 1667  et aurait souhaité fermer entièrement la place par une troisième aile ou un arc triomphal à l'est de celle-ci afin de ménager l'émerveillement du pèlerin au sortir des petites rues du quartier de Borgo, mais la mort d'Alexandre VII, interrompt définitivement les travaux.
De 2009 à 2014, la place Saint-Pierre (la colonnade, les statues, les fontaines jumelles Clementina et Gregoriana, l'obélisque et les 1 200 m de balcons et de corniche) fait l'objet d'une campagne de restauration initiée par le Musée du Vatican, réalisée par deux sociétés italiennes (Italiana Costruzioni et Fratelli Navarra) et financée, notamment, par des sponsors privés (ENI, TIM, Banco Popolare).

## Description

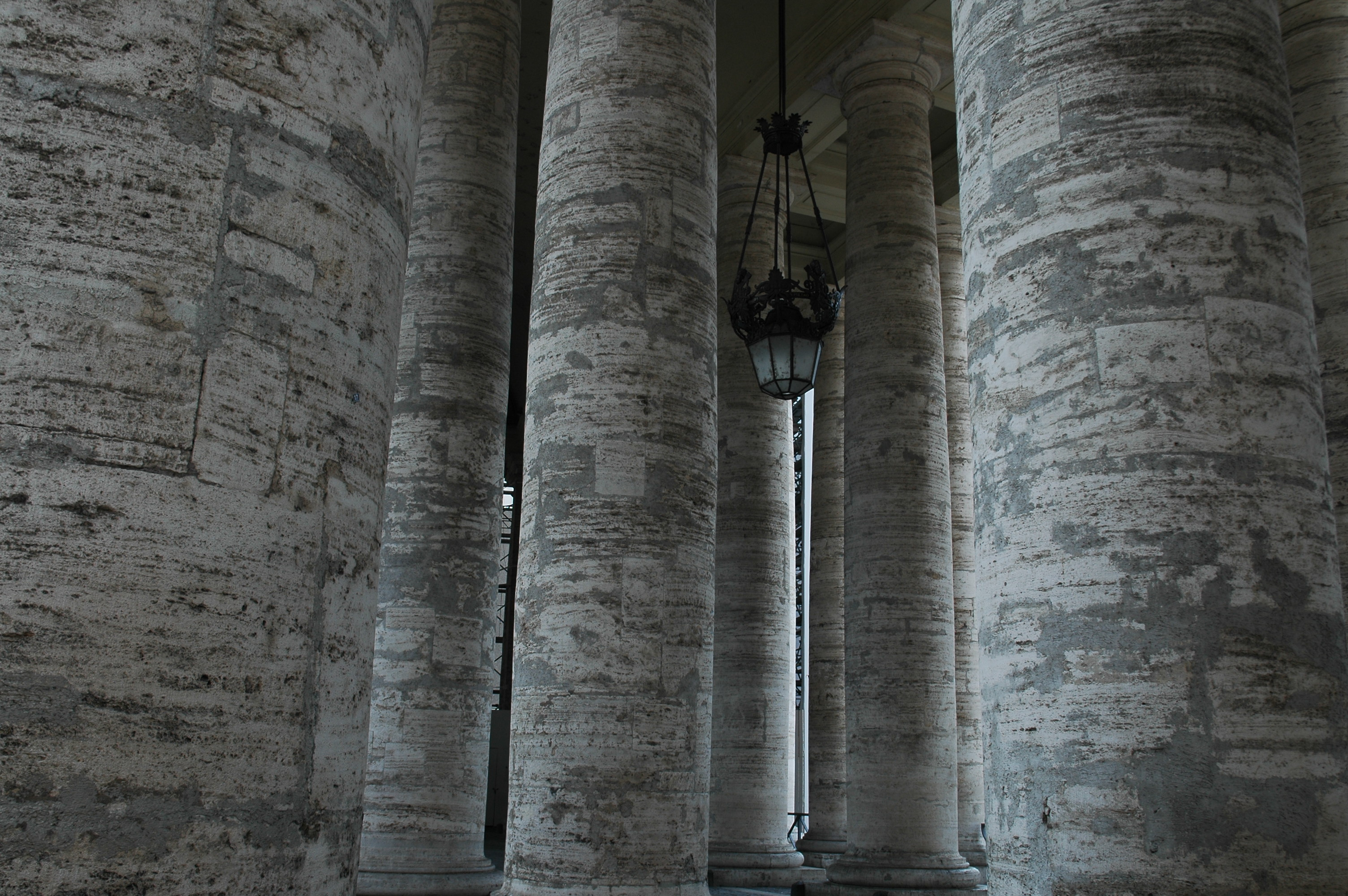
La colonnade

La place est composée de deux parties : un premier espace trapézoïdal qui précède la basilique, délimité par deux ailes rectilignes convergentes (au sud le bras de Charlemagne, au nord le bras de Constantin) qui délimitent le parvis ; un second espace elliptique compris entre deux hémicycles de la quadruple colonnade. Cette place a une longueur est-ouest de 340 mètres et nord-sud de 240 mètres. Son ellipse centrale a comme dimensions : 198 mètres sur son grand axe orienté nord-sud, 148 mètres sur son petit axe orienté est-ouest. Ces dimensions sont telles qu'elle peut accueillir 300 000 personnes.
En son centre se trouve, l'obélisque du Vatican qui, à l'origine, est apporté d'Égypte et marquait le centre de la spina, situé au centre du Circus Vaticanus dont le site débordait alors sur la partie sud de la basilique Saint-Pierre. Une tradition rapporte que le crucifiement de l'apôtre Pierre, eut lieu inter duas metas (« entre les deux bornes » – c'est-à-dire au pied même de l'obélisque). En 1586, après la construction de cette nouvelle basilique, celui-ci est transféré sur son emplacement actuel au centre de la place par l'architecte Domenico Fontana, sur les ordres du pape Sixte Quint qui a l'ambition de reprendre le travail que plusieurs papes ont abandonné précédemment. De l'obélisque porté sur son piédestal par quatre lions de bronze rayonnent des lignes en travertin qui délimitent la place en huit secteurs triangulaires. Entre cet obélisque et chaque fontaine, le dallage est marqué par un cercle en marbre blanc avec un disque de granite en son centre et une inscription « centro del colonnato » (centre de la colonnade). Les deux foyers de l’ellipse sont marqués par ces disques. De ces deux points, les quatre rangées de colonnes semblent fusionner en une colonnade unique. Sur la place autour du monolithe, l'astronome Filippo Gigli a conçu en 1817 une rose des vents (elle informe sur les huit vents principaux qui soufflent à Rome) et un cadran solaire, l'obélisque servant de gnomon.
Sur le grand axe de l'ellipse, à environ 60 mètres de part et d'autre de l'obélisque, se trouvent, également sur la place, deux fontaines signées respectivement :
- au nord, Carlo Maderno (neveu de Domenico Fontana), réalisée en 1615 ;
- au sud, Carlo Fontana (petit-fils de Domenico Fontana), réalisée en 1675.

La quadruple colonnade du Bernin est divisée en trois travées, avec leurs 284 colonnes doriques (disposées sur 4 rangs, elles font 17 m de hauteur et 1,5 m de diamètre) et 88 pilastres en travertin de Tivoli, surmontés de sobres chapiteaux de style toscan. Cette colonnade est unie par un entablement couronné par une balustrade ornée de 140 statues (saints et pères de l'Église représentant l’ecclesia triunphans, les Saints du paradis, en relation avec l’ecclesia militans, la foule des fidèles) situées à vingt mètres de hauteur et hautes de 3,20 m, réalisées de 1670 à 1703 par des sculpteurs élèves du Bernin. L’orientation des statues, des fontaines et des cathédrales font penser au signe de la croix. Les statues sont représentées en mouvement en rapport à la droiture des colonnes, et, chacune de ces statues mesure plus de deux mètres. Au-dessus des grandes colonnes, on peut voir les armoiries pontificales simples et composées du pape Alexandre VII.
Ces colonnades confèrent à la place une dimension théâtrale qu'accentue encore le plan incliné de forme trapézoïdale. L'accès à ce plan est marqué, en bas, au pied des marches, par deux statues commandées par le pape Pie IX en 1836. De 5.55 m de haut et placées sur un piédestal de 4.9 m, elles sont réalisées entre 1838 et 1840 : au sud, la statue de saint Pierre, œuvre de Giuseppe De Fabris, au nord, celle de saint Paul, œuvre de Adamo Tadolini. Les deux colonnades identiques qui l'entourent au nord et au sud, laissent à l'est, une large ouverture sur la place Pie XII (Piazza Pio XII) permettant l'accès vers la ville de Rome, par la Via della Conciliazione qui fut percée en 1936 sous Mussolini. C'est également au nord de la place, derrière la colonnade que se trouve le palais du Vatican.

## Les 140 statues de la colonnade
Plusieurs sculpteurs ont participé à la création des statues, placées à une hauteur de 19 mètres, dont Lazzaro Morelli (1608 - 1690), Giacomo Antonio Fancelli (1606 - 1674), Pierre-Étienne Monnot (1657 - 1733), Jean-Baptiste Théodon (1645 - 1713), Giovanni Maria Baratta (it) (v. 1627 – v. 1680), Bartolommeo Cennini ( ? - 1674).
Lorsque l'on arrive de la place Pie XII, on voit sur la colonnade de gauche le fronton avec la statue de Norbert de Xanten (v. 1080 - 1134) 
et à droite celle de Thibaut de Provins (1033 - 1066). Entre le blason du pape Alexandre VII, Théodore Tiron ( ? - 306) à gauche et Jérôme de Stridon (v. 347 - 420) à droite. En suivant la balustrade, les statues d'Hilarion de Gaza (v. 291 - 371), Bruno (v. 1030 - 1101), Louis Bertrand (1526 - 1581), Jean de Matha (1160 - 1213), Romuald de Ravenne (v. 951 - 1027), Joseph (Ier siècle av. J.-C.), Pierre Nolasque (v. 1181 - 1245), Paul de Thèbes
(v. 228 - v. 341), Antoine le Grand (v. 251 - 356), François de Paule (1416 - 1507), Antoine de Padoue (1195 - 1231), Charles Borromée (1538 - 1584), Philippe Néri (1515 - 1595), Philippe Benizi (1233 - 1285), Gaétan de Thiène (1480 - 1547), François Xavier (1506 - 1552), Hyacinthe de Cracovie (v. 1184 - 1257). 
Ensuite un portique dont le centre est orné du blason complet du pape Alexandre VII (1599 - 1667), avec à gauche les statues de Théodora (en) ( ? - 120) et de Béatrice ( ? - 304) et à droite celles de Catherine de Sienne (1347 - 1380) et Galla (it) ( ? - 550). La balustrade continue avec les statues de sept saints papes, Marcellin, Sylvestre, Martin, Marcel, Célestin V, Clément et Léon IV, puis Grégoire de Nazianze, Ubald, Jean Chrysostome, Athanase d'Alexandrie, Léon Ier, Alexandre, Ignace d'Antioche, Spyridon, Eusèbe de Verceil, Roman. 
Le dernier portique comporte les statues d'Étienne et Laurent ; vient ensuite une colonnade rectiligne appelée bras de Charlemagne avec les statues de Denis de Pergé, Pancrace, Pélagie d'Antioche, Crescent (it) 
( ? - début du IVe siècle), André Corsini, Félix et Constance (it) (Ier siècle - 68), Achillée et Nérée, Julienne de Ptolémaïs et son frère Paul, Basilisse, Hippolyte, Félicien et Prime, Fauste de Milan, Timothée, Sébastien, Fabien, Pudentienne et sa sœur Praxède, Modeste et Guy, Marcellianus et Marc, Bonaventure de Bagnoregio.
Toujours de la place Pie XII, le fronton de la colonnade de droite avec les statues de Gallican (en) et Léonard de Noblat. Entre le blason du pape Alexandre VII, Pétronille à droite et Vital à droite ; la balustrade montre ensuite les statues de Thècle, Albert de Jérusalem, Élisabeth de Portugal, Agathe, Ursule, Claire, Olympiade, Lucie, Balbine, Apolline, Remi, Ignace de Loyola, Benoît de Nursie, Bernard de Clairvaux, François d'Assise, Dominique et Macrine. 
Un portique avec le blason d'Alexandre VII est orné des statues de Théodosie et d'Éphrem à droite Marie l'Égyptienne et Marc à gauche ; la balustrade reprend avec  Fébronie (it), Fabiole, Nilammon, Marcien, Eusigne (en), Marin, Didyme, Appolonius, Candida, Fausta (en), Barbe, Bénigne, Malchus, Mammès, Colombe de Sens, Pontien (it), Genès d'Arles. 
Le dernier portique avec Agnès de Rome à droite et Catherine d'Alexandrie à gauche. 
Enfin la colonnade rectiligne appelée bras de Constantin avec les statues de Justin de Naplouse, Cécile, Françoise Romaine, Georges, Marie-Madeleine de Pazzi, Suzanne, Martine de Rome, Nicolas de Myre, Nicolas de Tolentino, François Borgia, François de Sales, Thérèse d'Avila, Julienne de Nicomédie, Julien, Celse, Anastase, Vincent de Saragosse, Paul et Jean, Côme et Damien, Rufus et Zosimus, Gervais et Protais, et Thomas d'Aquin.

## Passetto di Borgo
Le Passetto di Borgo, passage surélevé de 800 m de long, démarre au nord du début de la place Saint-Pierre et aboutit au Château Saint-Ange.